# Прогрессивная партия Мальдив
Прогрессивная партия Мальдив (ППМ) — политическая партия Мальдив с количеством членов в более чем 23 000 человек.

## История

### 2011/2012
Партия была основана Момуном Абдулом Гаюмом в 2011 году после ухода из его первой партии Мальдивской народной партии (ДРП), из-за обвинений им в коррупции нового руководства. Партия образовалась на базе фракции ДРП, З-ДРП, сформированной Гаюмом в начале 2011 года. Это случилось после внутрипартийного диспута между Гаюмом, который имел статус находящегося в отставке «верховного лидера», и действующим лидером Ахмедом Тасмином Али.
4 сентября 2011 года Гаюм объявил о своём выходе из ДРП и о том, что фракция З-ДРП станет новой «нетерпимой к коррупции» партией, независимой от ДРП. На следующий день, он обнародовал планы «Прогрессивной партии Мальдив».
8 сентября 2011 года новая партия получила лицензию от Выборной комиссии.
В августе 2012 года Прогрессивная партия обвинила Мальдивскую демократическую партию (МДП, главную оппозиционную) в оказываемом на неё давлении со стороны Комитета по правам человека ООН и назвала Мальдивский доклад 2012 года этого органа «серьёзным и относительным», осуждая ООН в её призывах в расширении свобод однополых отношений и религиозных вероисповеданий.

### Президентские выборы 2013 года
В 2013 году Абдула Ямин, представитель Прогрессивной партии Мальдив, принимал участие в многострадальных президентских выборах в стране. Они неоднократно переносились. Само голосование проходило трижды. Результаты первых выборов были аннулированы. Два первых раза Ямин занимал вторые места. В решающем голосование 16 ноября 2013 года он получил более 51 % голосов избирателей и был избран президентом страны. На следующий день был приведён к присяге.